# Пастбищный лизинг
Пастбищный лизинг (англ. Pastoral lease, pastoral run) — соглашение, используемое в Австралии и Новой Зеландии, при котором принадлежащие правительству земли Короны сдаются в аренду пастухам с целью выпаса скота на пастбищах.

## Австралия
Аренда пастбищ существует как в законодательстве Австралийского содружества, так и в юрисдикциях штатов. Законодательные акты не дают всех прав, которые предоставляются свободной земле: обычно существуют условия, включающие период времени и вид разрешенной деятельности. По данным Австралийской торговой комиссии, такая аренда охватывает около 44 % территории материковой Австралии (3 380 000 км²), в основном в засушливых и полузасушливых районах и тропических саваннах. Обычно людям разрешается использовать землю для выпаса традиционного скота, но в последнее время арендованные участки стали использовать и для нетрадиционного скота (например, кенгуру или верблюдов), туризма и других видов деятельности. Управление арендой возложено в основном на правительства штатов и территорий.
Согласно законодательству Австралийского Содружества, действующему только на Северной территории, это соглашения, позволяющие использовать земли Короны фермерами.
В австралийских штатах аренда представляет собой систему распределения земли, созданную в середине XIX века для облегчения упорядоченного раздела и продажи земли европейским колонистам. Аренда в пределах юрисдикции штатов имеет различия в применимости от штата к штату.
Права на землю коренных народов могут сосуществовать с пасторальной арендой, а соглашения о землепользовании коренного народа могут заключаться между арендатором и затрагиваемой группой коренного народа.
Государственное объединение научных и прикладных исследований Содружества провело исследование арендованных земель на предмет того, что эти земли являются пастбищными угодьями в масштабах всей страны.

### Соответствующее законодательство и управление
Австралийские юрисдикции имеют собственное законодательство о землеустройстве, которое влияет на управление пастбищной арендой:
- Новый Южный Уэльс — Закон о западных землях 1901 года[5];
- Северная территория — Закон о пасторальных землях 1992 года и Закон о землях короны 1992 года[6];
- Квинсленд — Закон о земле 1994 года;
- Южная Австралия — Закон об управлении и сохранении пасторальных земель 1989 года и Закон о землях Короны 1929 года[7];
- Западная Австралия — Закон о землеустройстве 1997 года.

### Информация об аренде пастбищ
- Северная территория[8];
- Квинсленд[9];
- Южная Австралия[10];
- Западная Австралия — см. Список арендных пастбищ в Западной Австралии[англ.]

## Новая Зеландия
Законодательные положения об аренде пастбищных земель в Новой Зеландии регулируются Коронным Законом о пастбищных землях 1998 года и Законом о земле 1948 года. Владелец аренды имеет:
- исключительное право на пастбищное содержание скота;
- бессрочное право на продление аренды на срок 33 года;
- не имеет права на почву;
- не имеет права на приобретение права собственности на землю.

Пастбищная аренда проходит процесс добровольного пересмотра срока аренды.